# Rzetelność wagi
Waga jest rzetelna jeżeli wynik ważenia nie zależy od tego na której szalce ważono dane ciało. Warunkiem rzetelności wagi jest równość ramion pod względem długości i ciężaru oraz równoległość krawędzi pryzmatów na których opiera się belka wagi oraz zawieszone szalki.